# Бюст М. П. Одинцова (Екатеринбург)
Бюст М. П. Одинцо́ва — памятник дважды Герою Советского Союза М. П. Одинцову в Екатеринбурге авторства скульптора С. И. Фокина и архитектора Б. А. Столярова. Открыт 26 апреля 1953 года на площади Кирова перед Суворовским училищем.

## История
Во время Великой Отечественной войны М. П. Одинцов командовал штурмовой эскадрильей, совершил 215 боевых вылетов, уничтожил 12 самолётов противника. Также Одинцов выполнял стратегические разведывательные задания на оккупированных территориях. За свои подвиги в феврале 1944 года ему было присвоено звание Героя Советского Союза, 27 июня 1945 года он был удостоен повторного звания Героя.
1 августа 1939 года был издан Указ Президиума Верховного Совета СССР, предписывавший установку бронзовых бюстов дважды и трижды Героев Советского Союза на их родине. Открытие памятника М. П. Одинцову в Свердловске авторства скульптора скульптора С. И. Фокина и архитектора Б. А. Столярова состоялось 26 февраля 1953 года на площади Кирова перед Суворовским училищем.

## Описание

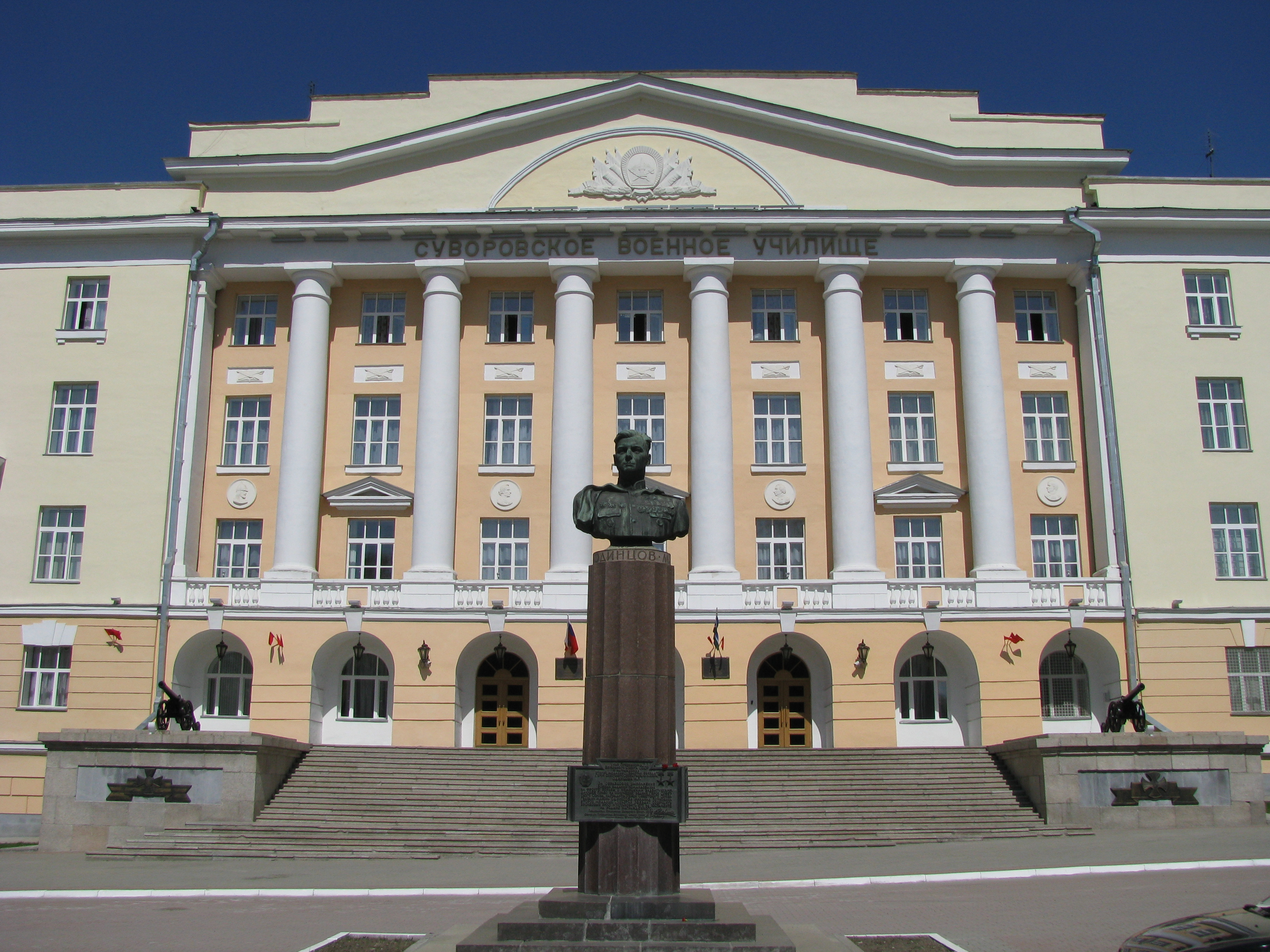
Бюст на фоне Суворовского училища

М. П. Одинцов в бронзовом бюсте представлен с непокрытой головой в парадной форме с орденами и медалями, на плечи наброшена накидка. Лицо лётчика-штурмовика открытое и смелое, отражает внутреннюю собранность и силу воли.
Пьедестал памятника, установленный на многоступенчатом основании из чёрного лабрадорита и светло-серого полированного гранита, состоит из трёх цилиндрических каннелированных блоков из полированного розового гранита. Верхний блок имеет по периметру надпись: «Михаил Петрович Одинцов». Между вторым и третьим блоком закреплена бронзовая плита шириной 100 см и высотой 56 см с надписью:
Указ Президиума Верховного Совета СССР о награждении второй золотой медалью «Золотая Звезда» Героя Советского Союза гвардии майора Одинцова М. П. За образцовое выполнение боевых заданий командования на фронте борьбы с немецкими захватчиками, дающее право звания Героя Советского Союза, наградить Героя Советского Союза гвардии майора Одинцова Михаила Петровича боевой второй медалью «Золотая Звезда», соорудить бронзовый бюст и установить его на родине награждённого

Председатель Президиума Верховного Совета СССР М. Калинин

Секретарь Президиума Верховного Совета СССР А. ГоркинМосква, Кремль, 27 июня 1945 г.
Постамент и бюст были изготовлены на Мытищинской скульптурно-художественной фабрике № 3 художественного фонда СССР.